# Худяково (Владимирська область)
Худяково (рос. Худяково) — присілок у В'язниківському районі Владимирської області Російської Федерації.
Входить до складу муніципального утворення Степанцевська сільрада. Населення становить 6 осіб (2010).

## Історія
Присілок розташований на землях фіно-угорського народу мещери.
Від 10 квітня 1929 року належить до В'язниковського району. Спочатку у складі Івановської промислової області, а від 1944 року — Владимирської області.
Згідно із законом від 16 травня 2005 року входить до складу муніципального утворення Степанцевська сільрада.

## Населення
| 1859 | 1905 | 1926 | 2002 | 2010 |
| ---- | ---- | ---- | ---- | ---- |
| 80   | ↘72  | ↘67  | ↘7   | ↘6   |